# 利文古德 (阿拉斯加州)
利文古德（英語：Livengood）是位於美國阿拉斯加州育空-科尤庫克人口普查區的一個人口普查指定地區。根據2010年美國人口普查，該地共人口13人，而該地的面積約為693.70平方千米。

## 地理
利文古德的座標為65°29′24″N 148°32′48″W / 65.49000°N 148.54667°W，而該地的平均海拔高度為212米（即696英尺）。